# Alessandro Schöpf
Alessandro Schöpf, (Umhausen, Imst, Àustria, 7 de febrer de 1994), és un futbolista professional austríac que juga com a migcampista en FC Schalke 04 de la Bundesliga (Alemanya).

## Trajectòria

### Bayern München
L'any 2009 participa en la categoria Sub-17 de l'equip Bayern München, participant en la lliga B-Junioren Bundesliga, jugant 37 mínutos en aquesta, l'any 2010 participa novament en la lliga, marcant 5 gols, jugant un total de 1596 minuts en 20 partits, alternant amb la categoria Sub-19 del club, jugant en total 3 partits, en un total de 192 minuts, l'any 2011 participa en l'el seleccionat Sub-19 fins a l'any 2012, marcant 5 gols, en un total 1764 minuts.
EL dia dissabte 21 de juliol de 2012, juga en l'equip filial de FC Bayern de Múnic, FC Bayern de Múnic II, en la trobada en contra de l'equip FC Augsburg II en l'estadi Sportpark Heimstetten, en Heimstetten, vàlid per la Fußball-Regionalliga Bayern, jugant en qualitat de titular durant tot el partit. El resultat d'est va ser d'un empat a 1 gol.
L'any 2014 signa un contracte professional amb l'equip de Bayern München, vàlid fins al 30 de juny de 2016.
L'any 2014 forma part de l'equip de FC Bayern de Múnic que es va coronar campió del torneig 1. Bundesliga temporada 2013/14.

## Internacional
Pariticipa en la fase de classificació per al Campionat Europeu de la UEFA Sub-19 2012 en la seva segona fase, representant a la selecció de futbol d'Austría Sub-19. El dia divendres 25 de maig de 2012 juga en contra de la selecció nacional de futbol de Croàcia Sub-19, ingressant en el minut 75 substituint a Srđan Spiridonović. El resultat de la trobada va ser d'un empat a 2 gols. El diumenge 27 de maig s'enfronta a la selecció de Bòsnia i Hercegovina entrant en reemplaçament del jugador Robert Volk en el minut 67, el resultat del partit va ser de 2 gols a 0 a favor de la selecció d'Àustria i el dia dimecres 30 de maig s'enfronta a la Selecció de futbol de Geòrgia jugant com a titular tota la trobada, el resultat del partit va ser de 2 gols a 1 a favor del seleccionat de Geòrgia.
Participa en el torneig Campionat Europeu de la UEFA Sub-19 2013. El dia dimecres 5 de juny juga al partit en contra de la selecció de Bòsnia i Hercegovina, vàlid per la fase de grups del torneig, jugant com a titular marcant 1 gol en el minut 70, sent reemplaçat en el minut 75 pel jugador Daniel Geissler, el resultat de la trobada va ser de 6 gols a 0, en favor d'Àustria. El divendres 7 de juny enfronta a la Selecció de Suècia, jugant com a titular durant tot el partit va ser de 3 gols a 0 a favor de l'Àustria. El dia dilluns 10 de juliol s'enfronta a la Selecció de França, jugant com durant tota la trobada, el partit va acabar amb un gol a 0 a favor de França. La selecció d'Àustria es va situar en el segon lloc, no podent classificar a la següent fase del torneig.
Durant l'any 2013 i 2014 participa en la fase de classificació per l'Eurocopa Sub-21, jugant el dimecres 14 d'agost de 2013 en contra del seleccionat d'Albània jugant com títular, sent reemplaçat en el minut 46 pel jugador Robert Zulj, el resultat del partit va ser d'1 gol a 0, a favor d'Àustria. El dijous 5 de setembre enfronta a la Selecció de futbol sub-21 d'Espanya, ingressant en el minut 73 per Robert Zulj. El partit va finalitzar amb una derrota d'Àustria per 6 gols a 2. El dijous 10 d'octubre enfronta a la Selecció d'Hongria, ingressant en el minut 81 pel jugador Kevin Stoger, el resultat del partit va ser de 2 a 0 a favor d'Àustria. El dilluns 18 de novembre novament s'enfronten ambdues seleccions, afegint-se en el minut 73, en substitució del jugador Lous Schaub. La trobada va acabar victòria per a Àustria per 4 gols a 2. El dia dimecres 5 de març de 2014 sosté una trobada en contra de la selecció d'Albània, ingressant en el minut 55 en substitució del jugador Daniel Offenbacher. La trobada va acabar a 1 gol contra 3 a favor del seleccionat d'Albània.

## Estadístiques
- Actualitzat fins al 20 d'abril de 2014

| Equip                            | Temporada | Lliga local | Lliga local | Copa local | Copa local | Competició internacional | Competició internacional | Total | Total |
| Equip                            | Temporada | Part.       | Gols        | Part.      | Gols       | Part.                    | Gols                     | Part. | Gols  |
| -------------------------------- | --------- | ----------- | ----------- | ---------- | ---------- | ------------------------ | ------------------------ | ----- | ----- |
| FC Bayern de Múnic II · Alemanya | 2012      | 29          | 11          | 0          | 0          | 0                        | 0                        | 3     | 0     |
| FC Bayern de Múnic II · Alemanya | 2013      | 28          | 11          | 0          | 0          | 0                        | 0                        | 4     | 1     |
| FC Bayern de Múnic II · Alemanya | Total     | 57          | 22          | 0          | 0          | 0                        | 0                        | 57    | 22    |

## Palmarès

### Trofeus estatals
| Títol              | Equip           | Lloc     | Any     |
| ------------------ | --------------- | -------- | ------- |
| Fußball-Bundesliga | Bayern München  | Alemanya | 2013/14 |
| Copa d'Alemanya    | Bayern de Múnic | Alemanya | 2014    |